# Panzerattrappe
Panzerattrappen sind Attrappen gepanzerter Fahrzeuge, insbesondere von Kampfpanzern.

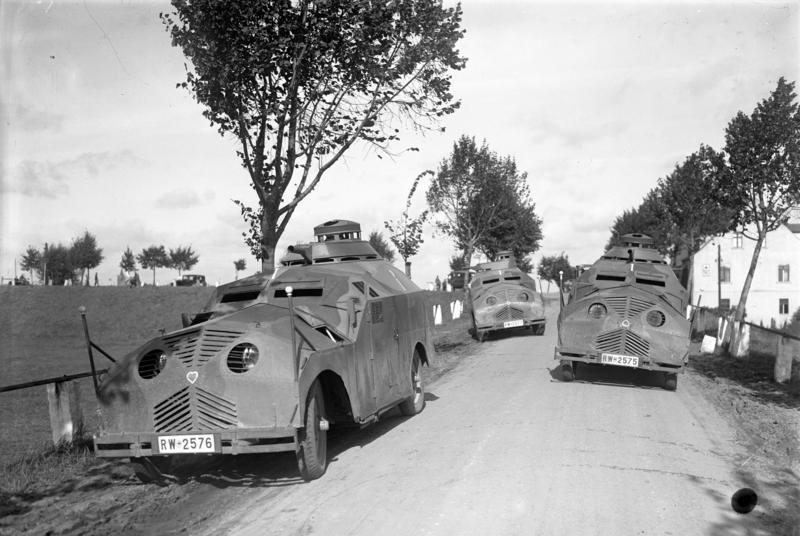
Panzerwagen-Attrappen aus Blech im Reichswehrmanöver in Frankfurt an der Oder, September 1932

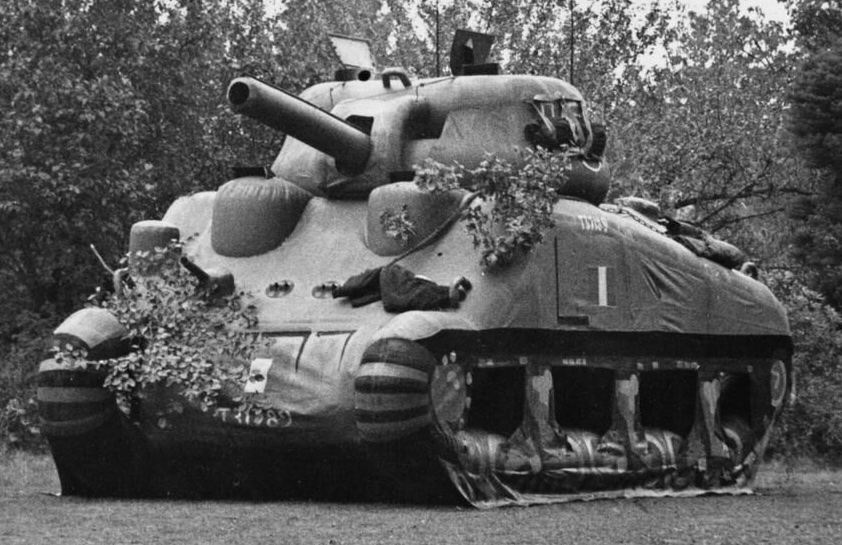
Aufblasbare Attrappe des M4 Sherman

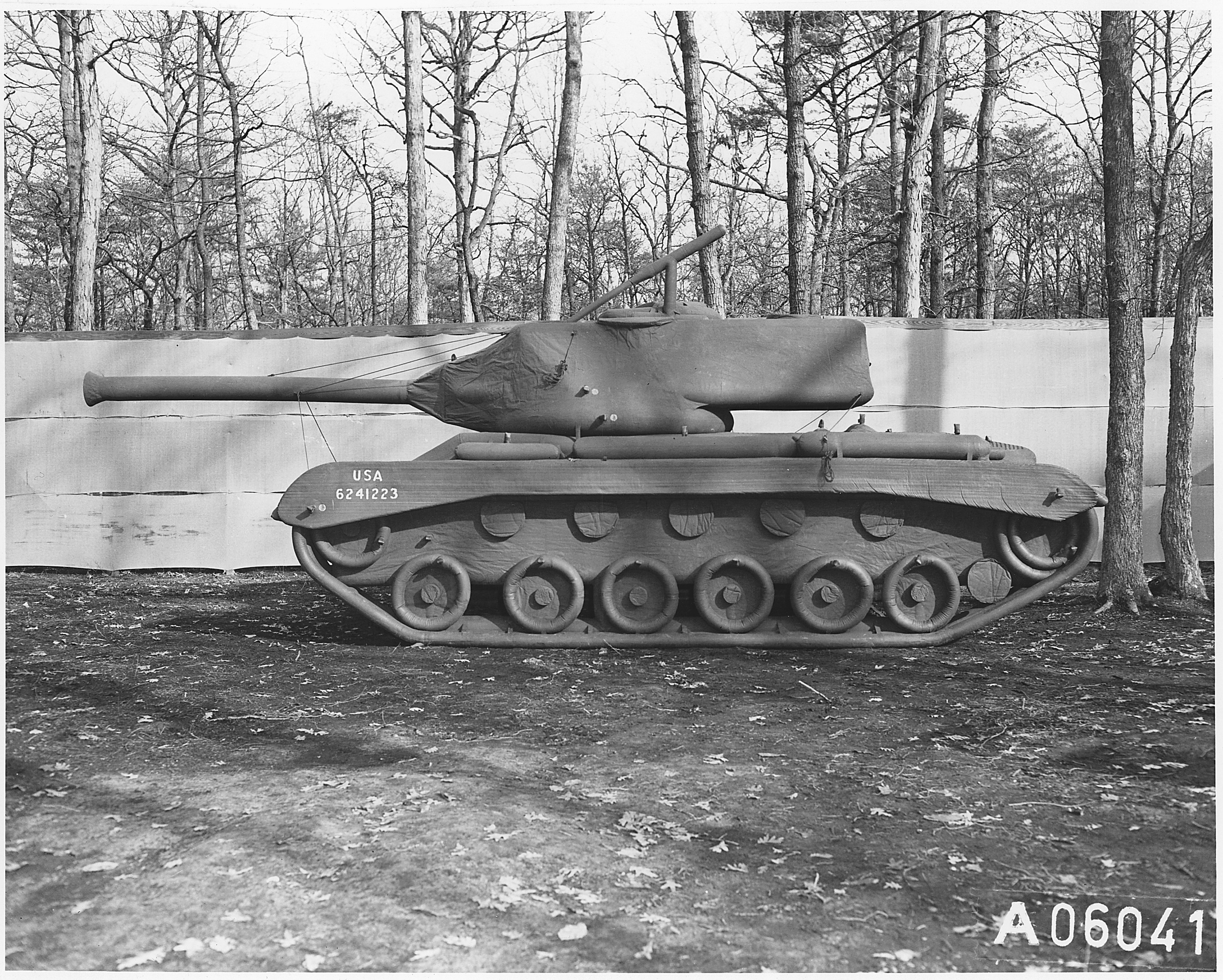
Attrappe des M47 Patton

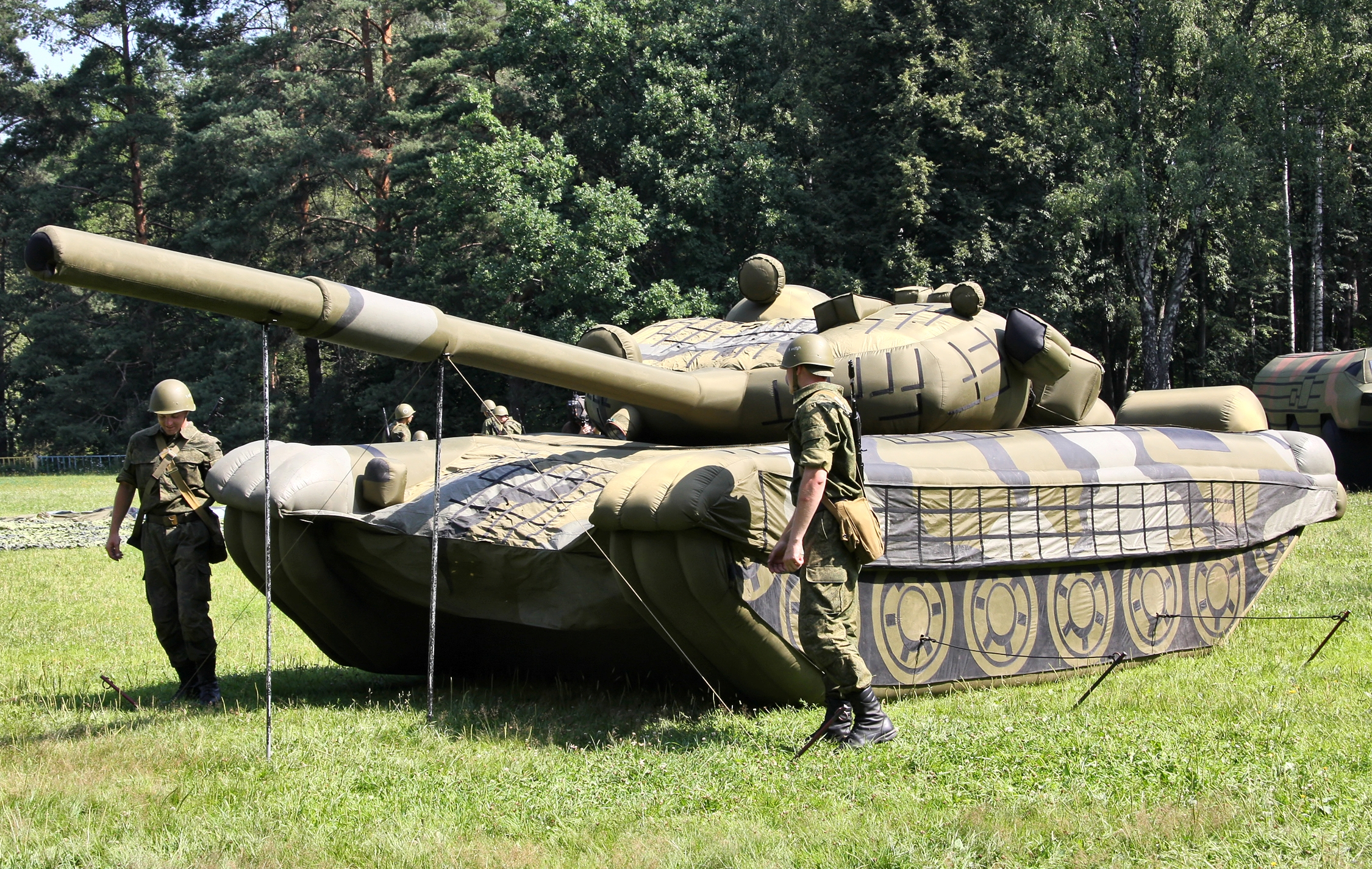
Russische Soldaten nach dem Aufbau einer T-72-Attrappe im Jahr 2011

## Einsatzarten von Panzerattrappen

### Täuschung
Die Aufgabe von Panzerattrappen ist es, einen Gegner zu Fehleinschätzungen bezüglich der Aufstellung, der Fahrzeugtypen und der Aktivitäten der eigenen Panzertruppen zu verleiten.

### Ausbildung
Panzerattrappen aus preiswerten Materialien können in Friedenszeiten auch zu Ausbildungszwecken oder als Ziele verwendet werden. Fahrbereite Fahrzeuge, die jedoch nicht voll einsatzfähig sind – etwa ein Panzer, dessen Turm durch eine Attrappe ersetzt wurde – werden oft als Fahrschulfahrzeuge verwendet.

## Bauweise
Neben vorgefertigten Produkten können Attrappen auch aus Erde, Schnee, Bau- und Verpackungsmaterial improvisiert werden, um einen Beobachter zu täuschen. Seit neben der optischen Beobachtung verstärkt Radar- und Infrarotsensoren zur Aufklärung eingesetzt werden, müssen auch die entsprechenden Eigenschaften von Panzern (Radarrückstrahlfläche und Wärmeabstrahlung) von einer Attrappe imitiert werden, um die Täuschung aufrechtzuerhalten.
Für Drohnen ist es weitaus einfacher als für bemannte Kampfflugzeuge, Attrappen zu erkennen, weil sie deutlich langsamer fliegen. Bilder werden digital übertragen und können computergestützt ausgewertet werden. Drohnen haben eine längere Flugzeit als bemannte Militärflugzeuge. Sie können über einem Beobachtungsgebiet kreisen und dabei Objekte aus verschiedenen Blickwinkeln filmen.

## Einsätze

### Vorkriegszeit und Zweiter Weltkrieg
Aufgrund der Rüstungsbeschränkungen des Versailler Vertrags, der es der Reichswehr verboten hatte, Panzer zu unterhalten, ließ Heinz Guderian zu Übungszwecken ab 1927 Panzerübungen mit Traktoren und Autos (Hanomag Kommissbrot) als Basis für Panzernachbildungen sowie mit Panzerattrappen aus Holz durchführen. 
In großem Umfang kamen Attrappen im Zweiten Weltkrieg im Rahmen der Operation Fortitude im Jahr 1944 zum Einsatz, um von den Vorbereitungen zur Invasion in der Normandie (ab 6. Juni 1944) abzulenken.

### Kosovokrieg
Während der Operation Allied Force griffen Luftstreitkräfte der NATO 1999 serbische Truppen im Kosovo an. Zahlreiche Panzer, die zunächst auf Luftbildern oder von den Sensoren an Bord von Kampfflugzeugen erkannt und später angegriffen wurden, waren dabei Attrappen. Es kamen solche zum Einsatz, die entweder die Umrisse gepanzerter Fahrzeuge simulierten und improvisiert vor Ort aus Tetra-Pak-Verpackungsmaterial hergestellt waren und andere improvisierte Lösungen, welche die Wärmeabstrahlung von Panzermotoren imitierten, um die Sensoren von Flugzeugen zu täuschen.